# بنی تامو

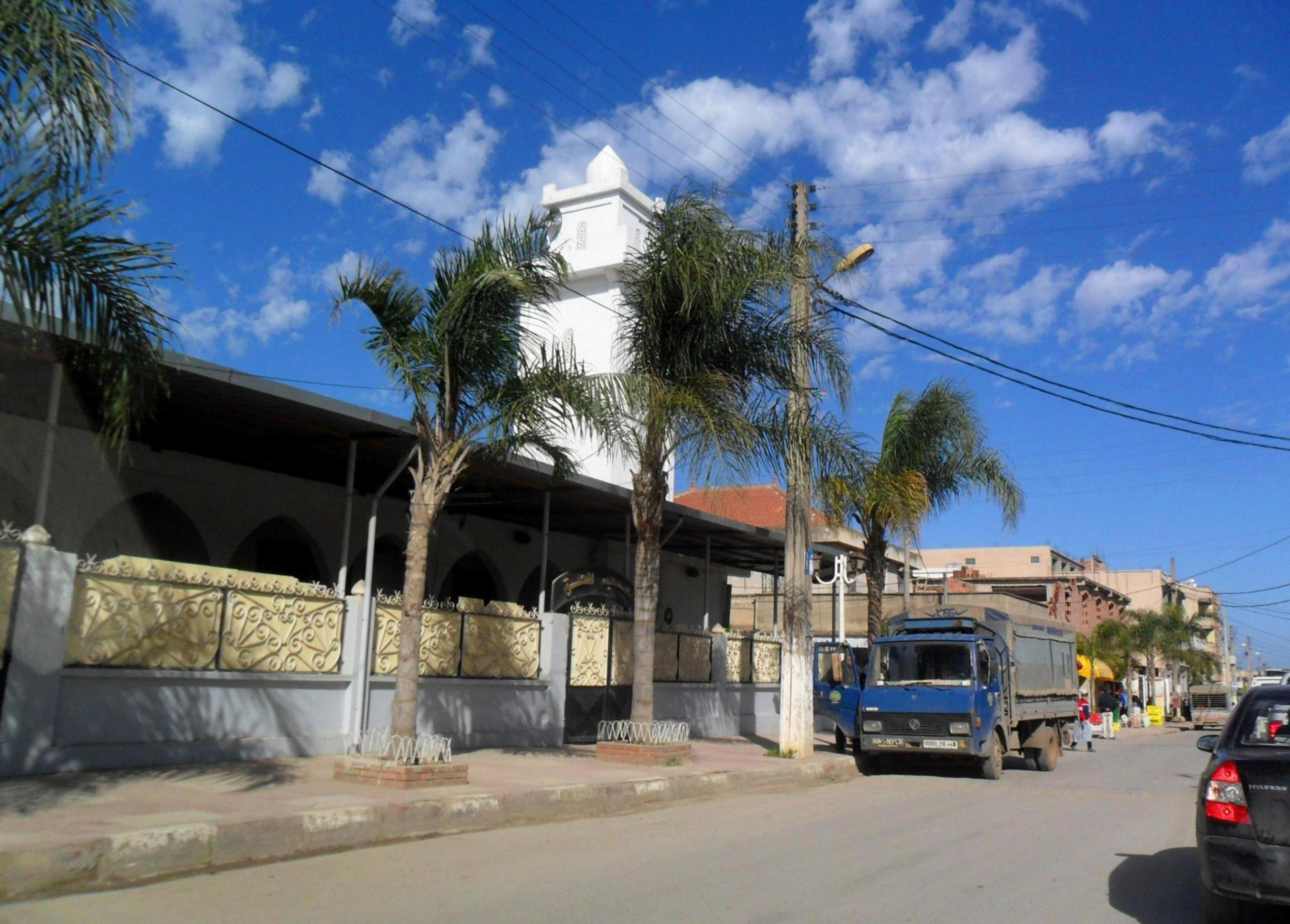
شهر بنی تامو

بنی تامو (به عربی: بنی تامو) یک شهرداری در الجزایر است که در استان البلیده واقع شده‌است. بنی تامو ۲۲٬۷۹۷ نفر جمعیت دارد.